# Kallima inachus
Kallima inachus är en fjärilsart som beskrevs av Jean Baptiste Boisduval 1836. Kallima inachus ingår i släktet Kallima och familjen praktfjärilar. Inga underarter finns listade i Catalogue of Life.

## Bildgalleri

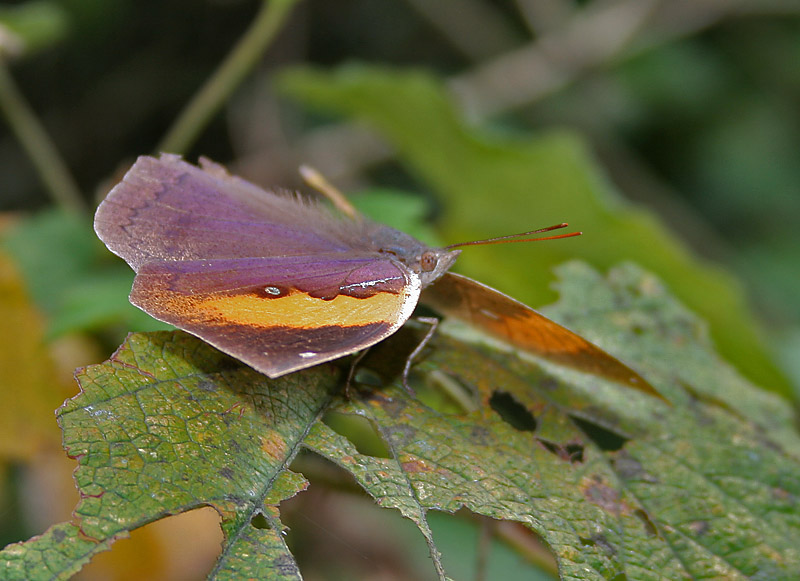
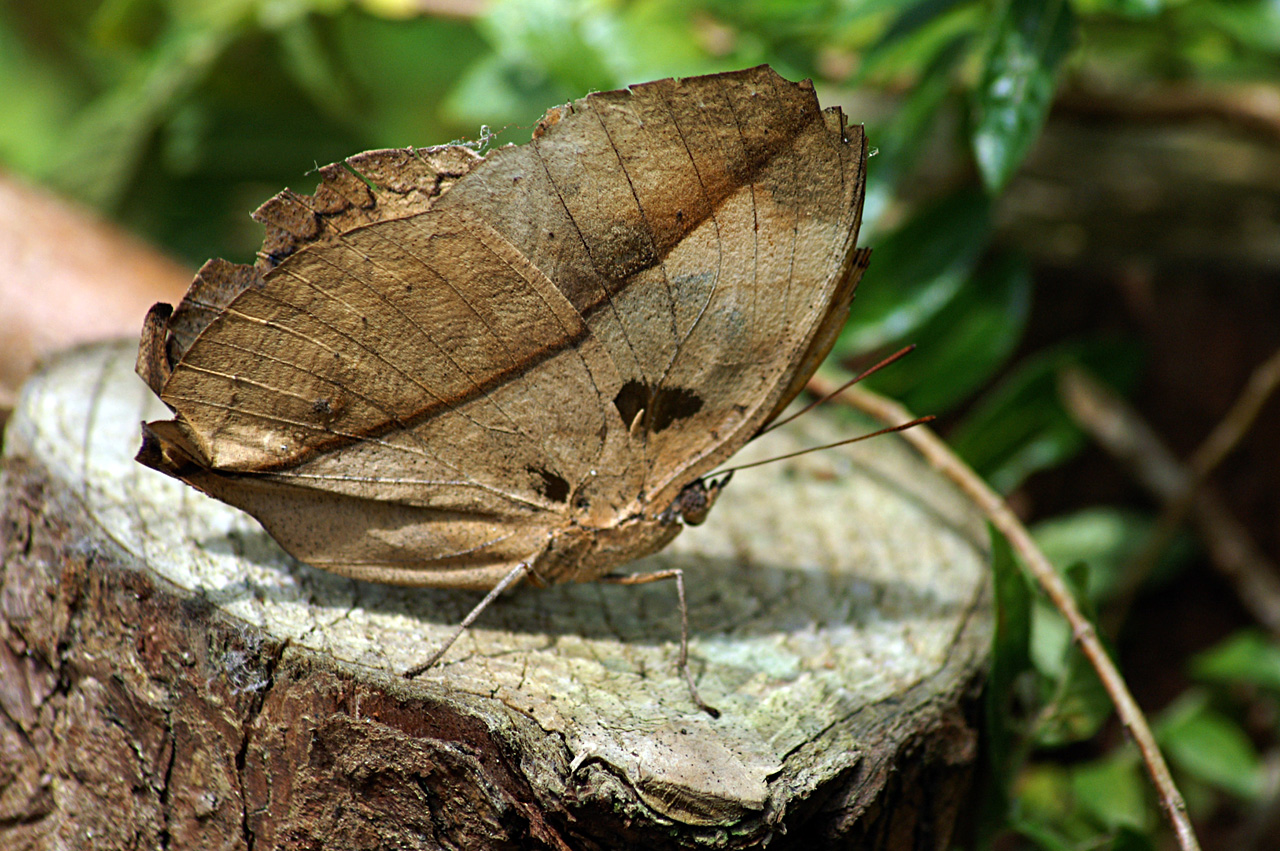
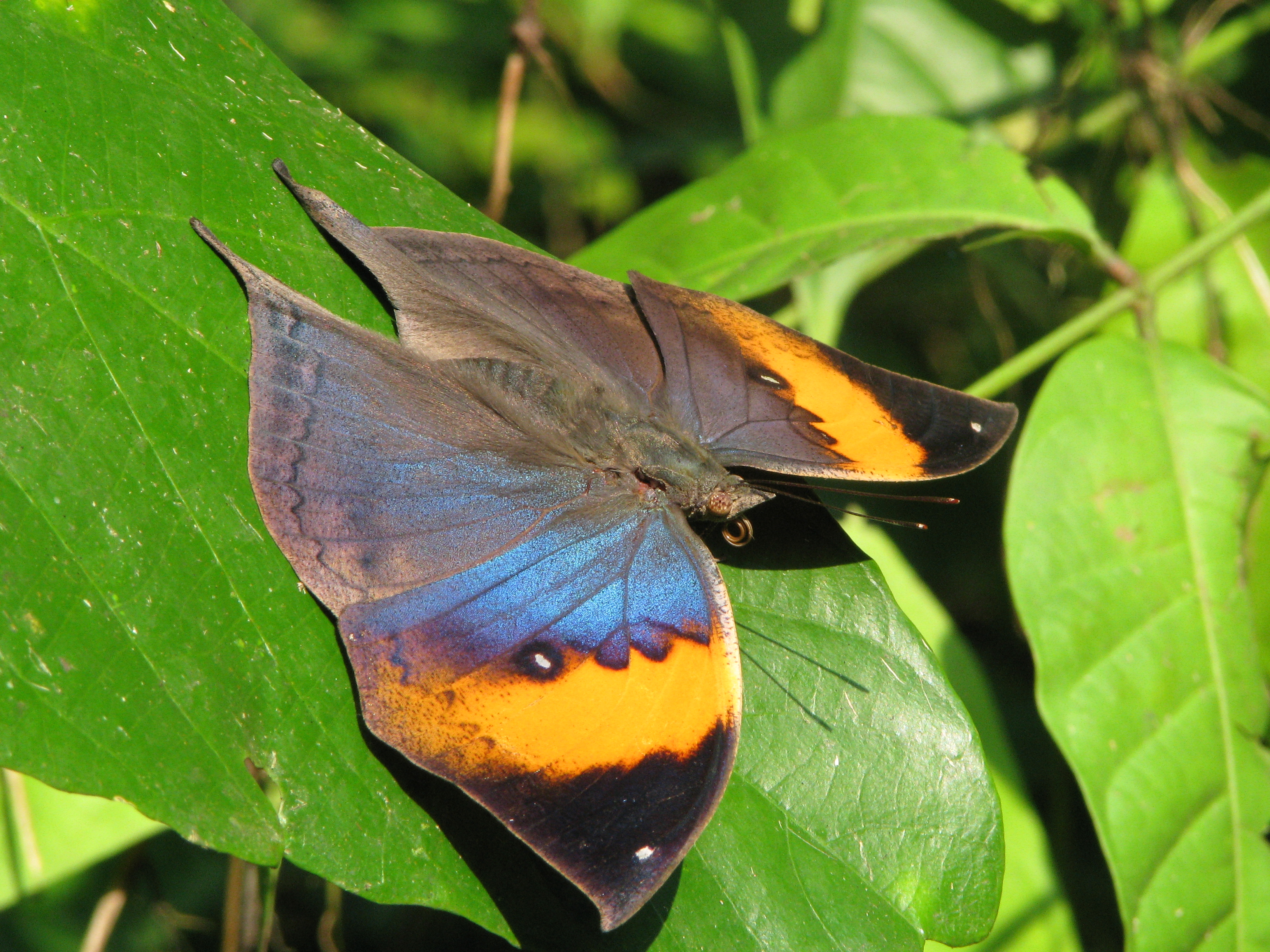
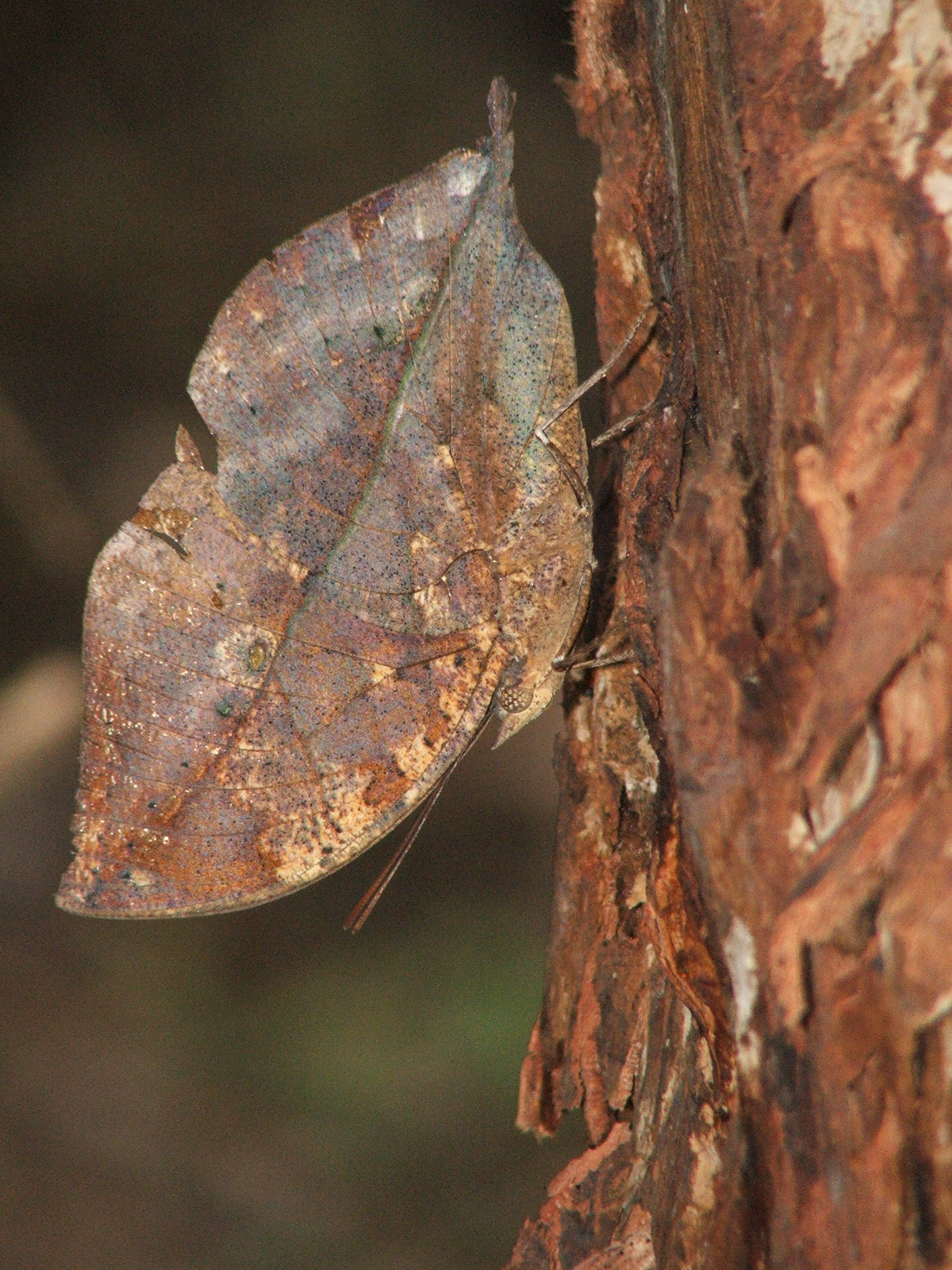
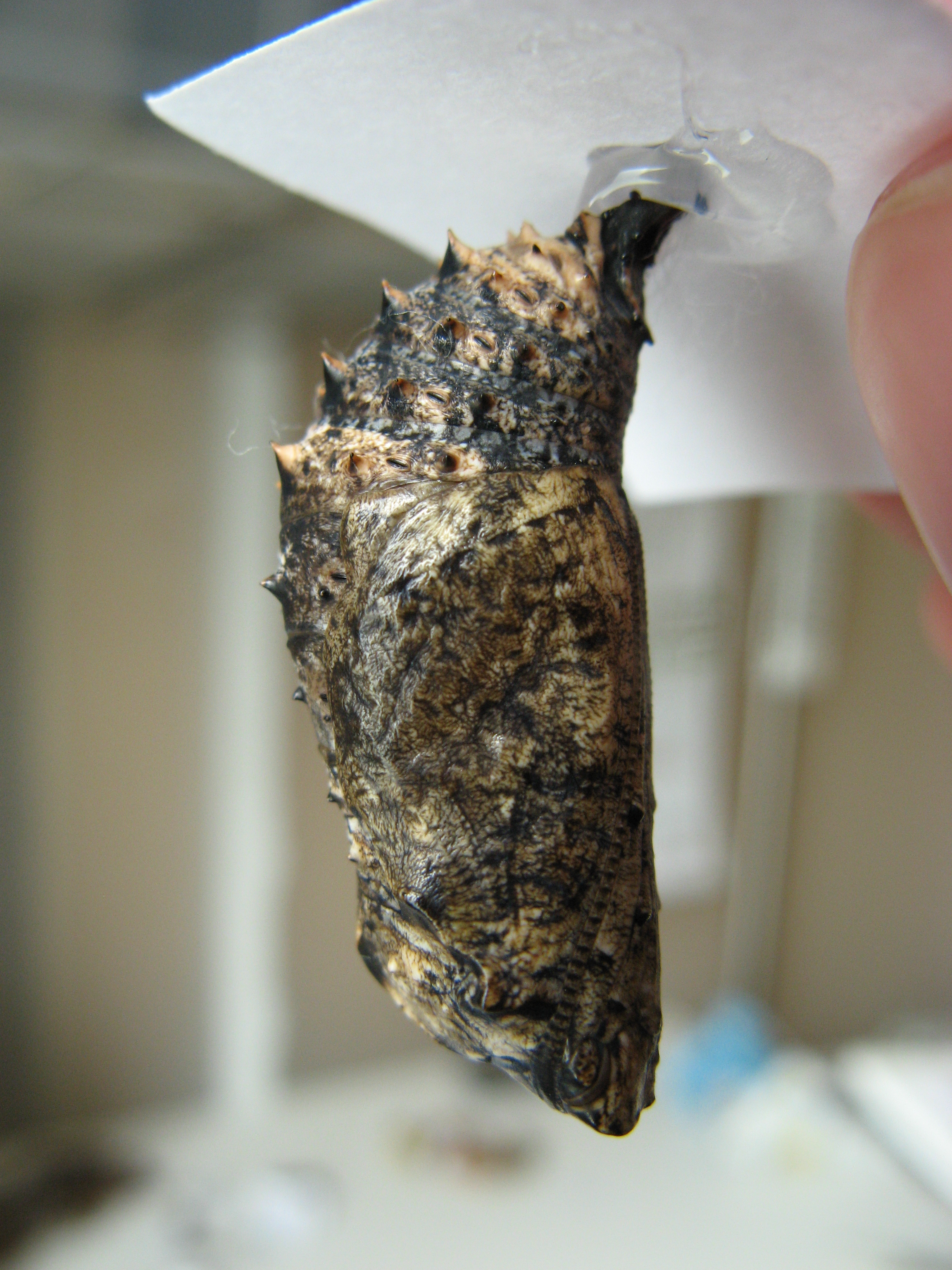